# Paskal Tabuteau
Paskal (o Pascal) Tabuteau (Montmorillon, Poitou-Charentes, França, 1962) és un escriptor i traductor en llengua bretona. L'any 2005 va publicar una versió en bretó del "Viatge de Sant Brandan" (Beaj Sant Brendan), és a dir, de la Navigatio sancti Brendani, narració llatina redactada a Irlanda cap al segle X o XI. És autor de Lae Izold (Lai d'Isolda), un poema (lai) de 2.700 versos en bretó, sobre Tristany i Isolda, a partir dels textos de Béroul i de Tomàs de Bretanya, pel qual se li concedí, l'any 2014, el premi Imram. L'any 2016 va publicar An Ilias, una versió en bretó del primer cant de la Ilíada, la primera traducció bretona d'una obra d'Homer.

## Obres
- Beaj Sant Brendan [El viatje de Sant Brandan] (en bretó).  Brest: Emgleo Breiz, 2005. ISBN 9782911210501.

- Lae Izold [Isolda] (en bretó).  Dirinonn: Al Liamm, 2012, p. 145. ISBN 9782736800895.

- An Ilias [La Ilíada] (en bretó).  Dirinonn: Al Liamm, 2016, p. 52. ISBN 9782736801144.